# Гынгазово
Гы́нгазово — село в Шегарском районе Томской области. Входит в состав Анастасьевского сельского поселения.

## История
Основано в 1796 году. В 1926 году село состояло из 160 хозяйств, основное население — русские. В административном отношении являлось центром Гынгазовского сельсовета Богородского района Томского округа Сибирского края.

## Население
| 1926 | 2002 | 2010 | 2012 | 2013 | 2014 | 2015 |
| ---- | ---- | ---- | ---- | ---- | ---- | ---- |
| 835  | ↘285 | ↘238 | ↘234 | ↘229 | ↗231 | ↘227 |
| 2021 |      |      |      |      |      |      |
| ↗264 |      |      |      |      |      |      |

## Улицы
- ул. Дальняя,
- ул. Набережная,
- ул. Центральная,
- ул. Школьная.